# 숀 해니티
숀 패트릭 해니티(영어: Sean Patrick Hannity, 1961년 12월 30일 ~ )는 미국의 라디오·텔레비전 진행자, 정치 조언가, 작가이다. 폭스 뉴스 채널에서 뉴스쇼 《해니티 Hannity》의 진행을 맡고 있다.
2016년 미국 대통령 선거 때 해니티는 도널드 트럼프 후보의 비공식 정치 자문 역할을 했고, 방송에서 트럼프를 홍보하는 데 주력했다. 《해니티》에서는 트럼프 의제를 중점적으로 다루었고 다른 방송에서는 경쟁 후보 힐러리 클린턴의 의혹을 공격했다. 해니티는 "나는 기자가 아니다. 도널드 트럼프가 차기 대통령에 당선되길 원한다는 사실을 부정하지 않겠다"고 밝혔다. 이미 해니티는 2015년 6월 트럼프가 "멕시코인은 모두 강간범"이라는 발언으로 구설수에 올랐을 때 동의를 표하며 그를 옹호했다. 트럼프 후보가 대통령에 당선되고 폭스 뉴스가 주요 언론으로 주목받게 되자, 해니티도 스타로 떠올랐다.